# 最後目擊
《最後目擊》（英語：Last Seen Alive）是一部2022年美國動作驚悚片，由布萊恩·古德曼執導，由馬克·弗萊德曼（Marc Frydman）編劇。該片由製片人傑瑞德·巴特勒與傑米·亞歷山大和羅素·霍斯比主演。
該片於2022年6月3日在美國上映，評論家對於電影的評價褒貶不一。2022年10月1日，該片在Netflix上映，立即成為Netflix在美國收視率最高的電影。該影片還在Netflix上獲得了國際成功，並被列入多個國家的「十大觀看次數最多的電影」名單。

## 角色
- 傑瑞德·巴特勒飾演威爾·斯潘（Will Spann）
- 傑米·亞歷山大飾演麗莎·斯潘（Lisa Spann）
- 羅素·霍斯比飾演帕特森·彼特森（Detective Paterson）
- 伊桑·恩布里飾演那克斯（Knuckles）
- 邁克爾·厄比（英语：Michael Irby）飾演奧斯卡（Oscar）
- 辛迪·霍根（Cindy Hogan）飾演安娜·亞當斯（Anna Adams），麗莎的媽媽
- 布魯斯·奧特曼（英语：Bruce Altman）飾演巴里·亞當斯（Barry Adams），麗莎的爸爸

## 製作
電影於2021年7月由電壓影業收購併發行。該片於2022年10月1日在美國的Netflix上架。電影在美國、菲律賓、泰國、越南和香港在上映後成為Netflix收視率最高的電影。該影片在新加坡、台灣和印度尼西亞排名第2，在印度排名第6。
2022年11月3日，《Variety》報導稱，電影在Netflix上的觀看時長為7.47億分鐘，該影片首映後在尼爾森媒體發行前10名排行榜上排名第6。2023年1月30日至2月5日這一周，在Netflix觀看次數最多的電影排行榜上排名第一，在丹麥「按國家/地區排名前十」的電影中排名第一，在芬蘭和瑞典排名第二、挪威排名第三。

## 迴響
根据評論匯總网站爛番茄汇总的13篇评论文章，13%的评论家给予该作正面评价，平均打分为3.9分（满分10分），共識媒體給這部電影打了2星（滿分5星）稱「這部電影無法對其中的任何角色營造出一種陰謀感。」

## 外部連結
- 互联网电影数据库（IMDb）上《最後目擊》的资料（英文）
- AllMovie上《最後目擊》的资料（英文）